# Marinos de Anzoátegui
Pour les articles homonymes, voir Anzoátegui.
Maillots
Les Marinos de Anzoátegui sont un club vénézuélien de basket-ball évoluant en Liga Profesional de Baloncesto, soit le plus haut niveau du championnat vénézuélien. Le club est basé dans la ville de Puerto La Cruz.

## Palmarès
- Champion du Venezuela : 1991, 1993, 1998, 2003, 2004, 2005, 2009, 2011, 2012, 2014, 2015.

## Entraîneurs
- 2011 :  Fernando Duró
- 2014 :  Iván Déniz
- 2014-2015 :  Fernando Duró

## Joueurs célèbres ou marquants
- Anthony Mason Saisons: 1990-1991
- Gabriel Estaba Saisons: 1990-1991
- Gabriel Bottalico Saisons: 1990
- Charles Bradley Saisons: 1991
- Omar Walcott Saisons: 1991-1992
- José Ramos Saisons: 1991
- César Portillo Saisons: 1993-1994; 1996-1998
- Andrew Motten Saisons: 1995
- Óscar Torres Saisons: 1997-1998; 2002; 2008; 2009-2011; 2012-cet
- Leon Trimmingham Saisons: 1998
- Harold Keeling Saisons: 1991-2004
- John Mc Cord Saisons: 2000-2001
- Mario Donaldson Saisons: 2001
- Héctor Romero Saisons: 2002-2004; 2005-2006; 2009
- Donta Smith Saisons: 2010-2011
- Dan Gadzuric Saisons: 2012-13
- Leon Rodgers Saisons: 2012-cet
- Aaron Harper Saisons: 2013-cet
- Germán Gabriel Saisons: 2014